# Franklin Pierce
Franklin Pierce (Hillsborough, New Hampshire, 1804. november 23. – Concord, New Hampshire, 1869. október 8.) az Amerikai Egyesült Államok 14. elnöke.

## Élete
A Bowdoin College-ban tanult. Ügyvédként telepedett meg szülővárosában, és már 1829-ben New Hampshire állam törvényhozó testületének tagja, majd elnöke lett. 1833-ban beválasztották a kongresszusba, ahol Pierce nemsokára mint a demokrata párt egyik kiváló tagja szerepelt. 1837-től 1842-ig a szenátus tagja volt. Az 1852-es demokratikus elnökválasztó gyülekezet Pierce-t elnöknek jelölte, és az 1852 decemberi választás alkalmával meg is választották. 1853. március 4-én ünnepélyesen beiktatták hivatalába, de nem felelt meg a várakozásoknak. Elnökségét a külfölddel való folytonos viszályok jellemezték.